# Военный ординариат Кении
 Военный ординариат Кении (англ. Military Ordinariate of Kenya) — военный ординариат Римско-католической Церкви, действующий в Кении. Военный ординариат Кении, подчиняясь непосредственно Святому Престолу, обеспечивает пастырское окормление военнослужащих кенийской армии и их семей.

## История
20 января 1964 года в Католической церкви в Кении был организован институт военного капелланства для военнослужащих кенийской армии.
21 июля 1986 года Римский папа Иоанн Павел II выпустил буллу «Spirituali militum curae», которой учредил военный ординариат Кении. С этого времени военный ординариат Кении стал отдельной самостоятельной церковной структурой на уровне епархии.

## Ординарии военного ординариата
- епископ Морис Майкл Отунга (20.01.1964 — 29.08.1997);
- епископ Alfred Kipkoech Arap Rotich (29.08.1997 — 30.12.2016, в отставке);
  - священник Benjamin Kituto Maswili (30.12.2016  — 30.01.2024 — апостольский администратор);
  - священник  John Njue Njeru, (30.01.2024 — 15.08.2024 — апостольский администратор);
- епископ Wallace Ng'ang'a Gachihi (15.08.2024 — по настоящее время)

## Источник
- Annuario Pontificio, Libreria Editrice Vaticana, Città del Vaticano, 2003, ISBN 88-209-7422-3
- Булла Spirituali militum curae  (лат.)